# The European (Zeitung)
The European war eine von 1990 bis 1998 erscheinende britische, als europäisch angelegte Wochenzeitung.
The European wurde 1990 vom britischen Verleger Robert Maxwell gegründet. Zunächst war eine Tageszeitung mit einer Auflage von 650.000 Exemplaren geplant, der European wurde jedoch schließlich als Wochenzeitung herausgegeben. Er sollte die erste europäische Printveröffentlichung sein, d. h. in der Berichterstattung nicht auf ein bestimmtes Land, sondern auf die Europäische Union und gleichmäßig auf deren einzelne Mitgliedsstaaten fokussiert sein. Entsprechend trug die Zeitung den Untertitel „Europe’s first national newspaper“. Das Blatt erreichte in der Spitze eine Auflage von wöchentlich 180.000 Exemplaren und konnte Peter Ustinov als Autor einer wöchentlichen Kolumne gewinnen. 1992 wurde das Blatt von den britischen Geschäftsleuten David und Frederick Barclay übernommen und erschien fortan im Tabloid-Format. Zielgruppe des European war zuletzt mehr und mehr die europäische Wirtschaftselite. 1998 wurde die Zeitung schließlich eingestellt. Das ursprüngliche Projekt des Gründers, eine europäische Zeitung zu schaffen, war gescheitert. Die Nachfrage nach europäischen Nachrichten in englischer Sprache war außerhalb Britanniens gering. Der Journalist Andrew Cusack stellte als „nie gelöstes existentielles Dilemma“ der Zeitung heraus, „dass es unmöglich war, die nationale Zeitung einer Nation zu sein, die nicht existiert.“